# ミシェル・ピニョレ・ド・モンテクレール
ミシェル・ピニョレ・ド・モンテクレール（Michel Pignolet de Montéclair, 1667年12月4日 - 1737年9月22日）は、バロック音楽期のフランスの作曲家。

## 生涯
フランス・オート＝マルヌ県アンデロ＝ブランシュヴィル（Andelot）に生まれる。出生名はミシェル・ピニョレであり、その後間もなく自分の名前にモンテクレール（彼の故郷にある要塞の名前）を付け加えた。彼の生涯についてはほとんど知られておらず、知られている肖像画も存在しない。彼は織工の息子であり、9歳の時に聖歌隊学校に入学したことが、織工の貧しい生活から逃れる唯一の機会であったと思われる。1687年に彼はパリへ行き、そこでオペラ楽団に参加してバス・ド・ヴィオロンを演奏していた。
1687年から18世紀初頭までのどこかの時期において、モンテクレールはヴォーデモン公（Prince de Vaudemont）の音楽監督を務め、彼に付き添ってイタリアへ行ったことは間違いないとされる。彼がオペラのオーケストラにダブルベースを加えるという考えを持ち出したのはイタリア訪問がきっかけであろうとされている。
モンテクレールが常に極めて重要な音楽教師として活動したことは間違いない。彼の教授法は最新かつ近代的なものであった。彼は音楽教育に関する書物を数冊出版し（1709年など）、1730年頃にはフルートに合わせた声楽曲を含む音楽集「Recueil de Brunettes」を刊行している。この音楽集は明らかにフランス形式を教えるための教育学的書物として意図されており、その理由から音楽が文章の下に書かれている。彼は1721年には音楽店を開き、1735年に教授職を引退、死の直前にオペラ楽団の地位を辞した。モンテクレールは1737年、オーモン（Aumont）で死去した。

## 作風
モンテクレールは作曲家として多作ではなかったが、オーケストレーションの分野においては革新者であり、この芸術形態の発展に大きな影響をもたらした。彼の作品は後にジャン＝フィリップ・ラモーによって取り上げられている。モンテクレールが得意としたことは、舞台効果を高めるためにいくつかの楽器を用いることである。例えば、舞台の後ろでホルンを穏やかに演奏させ、遠くの狩りを表現するといったことである。彼の作品としては「夏の祭典」（Festes de l'été）「ジェフテ」（Jephté）などがあり、これらの作品は同時代人からは難解な作品と見なされていた。

### 主な作品
- カンタータ「ディドンの死」（La Mort de Didon）1709年頃、フランス語
- ミュゼット（「夏の祭典」内）1716年
- カンタータ「Il Dispetto in Amore」イタリア語
- カンタータ「愛の勝利」（Le Triomphe de l'Amour）フランス語
- カンタータ「ルクレティアの死」（Morte di Lucretia）イタリア語
- カンタータ「ピラムとティスベ」（Pyrame et Thisbé）フランス語

### 著書
- 「Recueil de Brunettes」 パリ：ボワヴァン社、1730年頃